# Tegument

Tegument hos virus.

Tegument är ett proteinkluster som återfinns mellan höljet och nukleokapsiden på alla herpesvirus.